# Higashi Hongan-ji
L'Higashi Hongan-ji (東本願寺, Higashi Hongan-ji), ou « temple oriental du vœu originel », est l'un des deux temples dominants de la secte Jōdo shinshū au Japon (dans l'arrondissement de Shimogyō-ku, à Kyoto) et à l'étranger, l'autre étant le Nishi-Hongan-ji (ou « temple occidental du vœu originel »). C'est aussi le nom du temple premier à Kyoto, ensemble de bâtiments construits en 1895 après qu'un incendie a brûlé le temple précédent. Ce serait la plus grande construction en bois au monde.

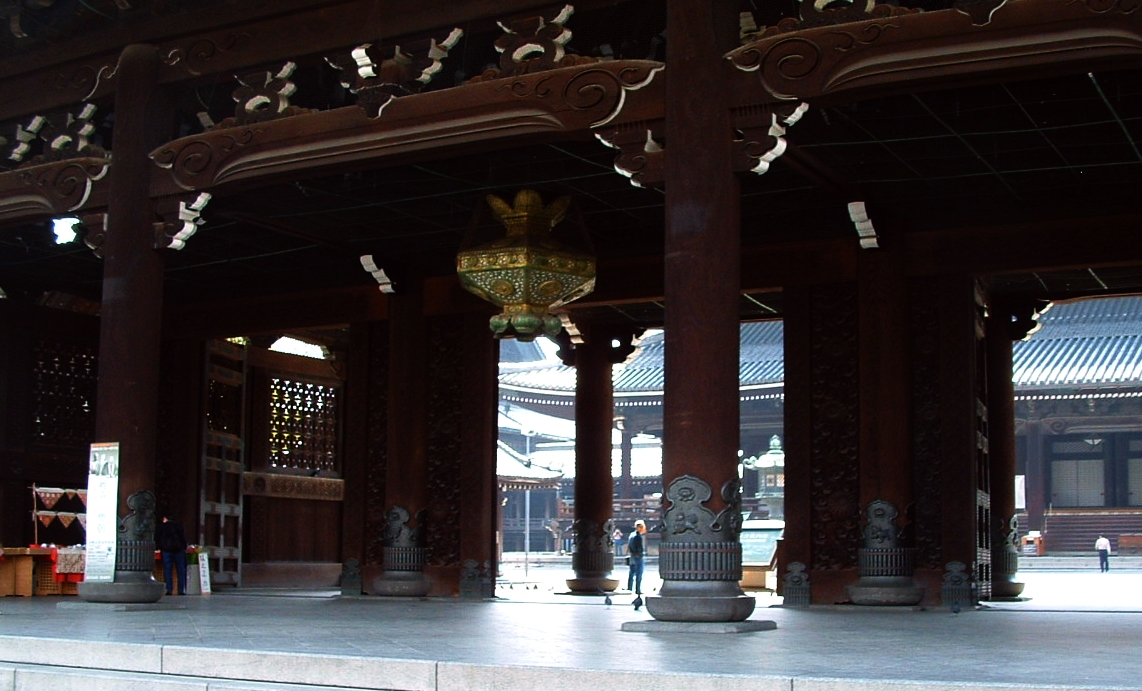
Entrée du temple
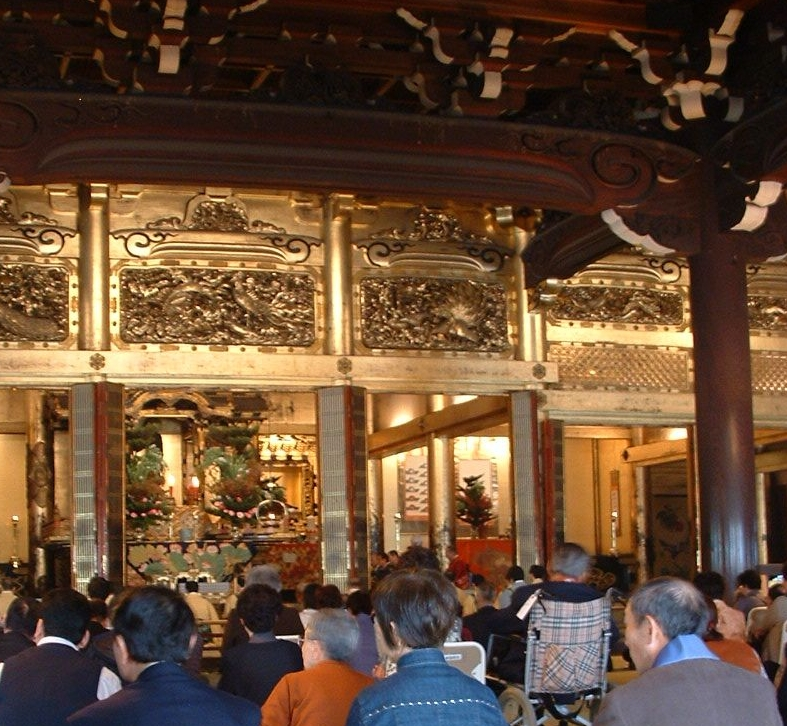
Dévotion
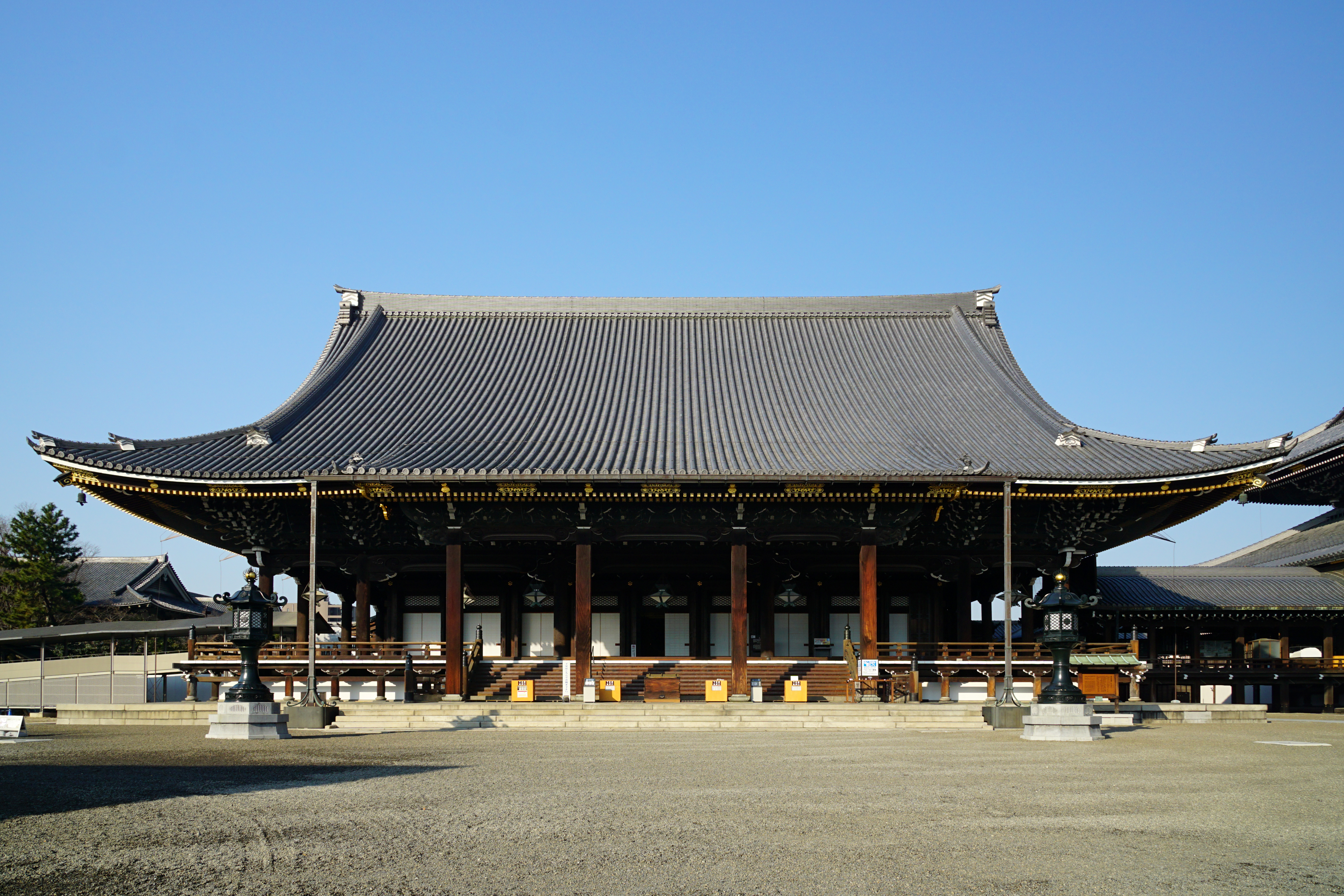
Amidato
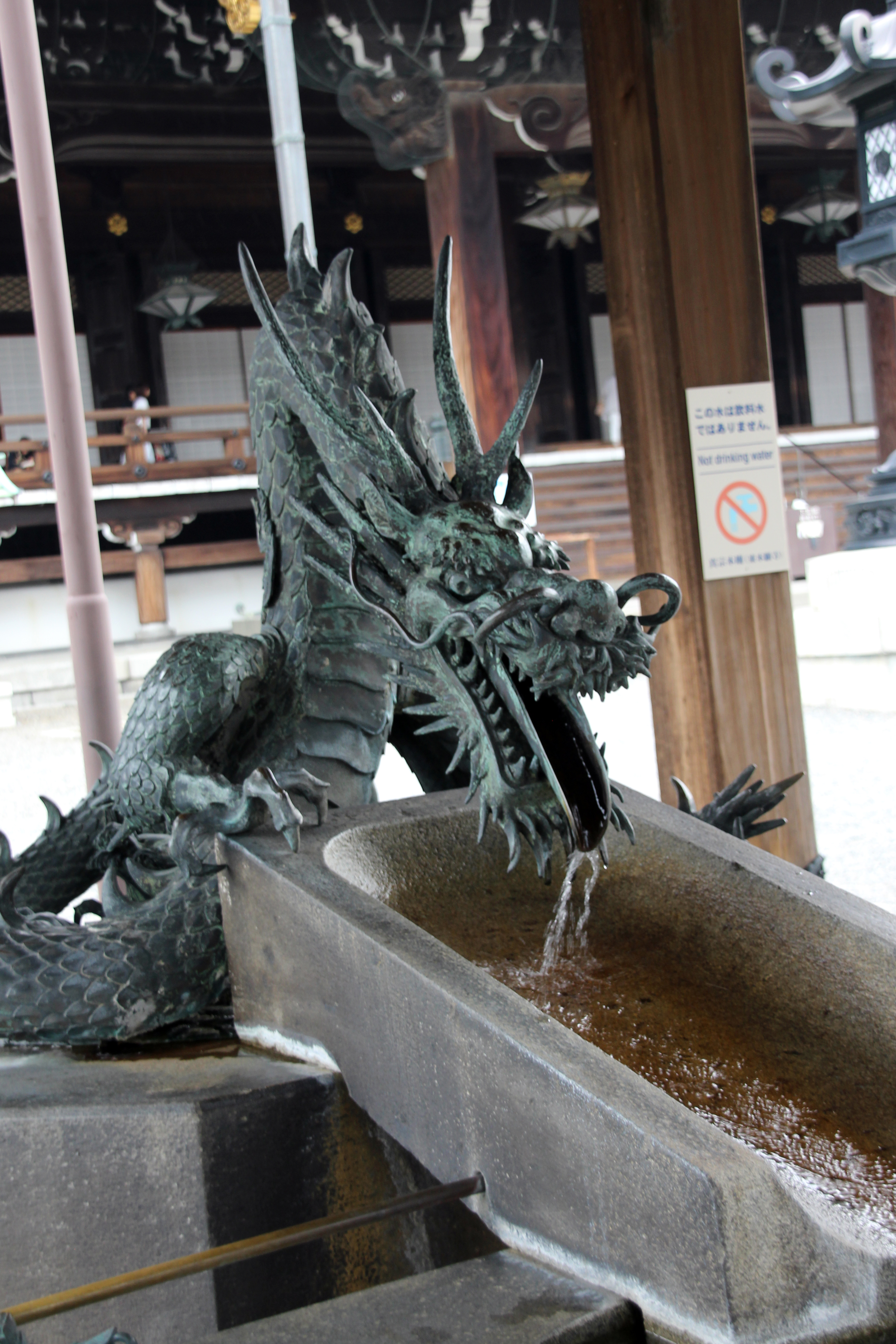
Fontaine du bassin d'ablution sous le Chozuya
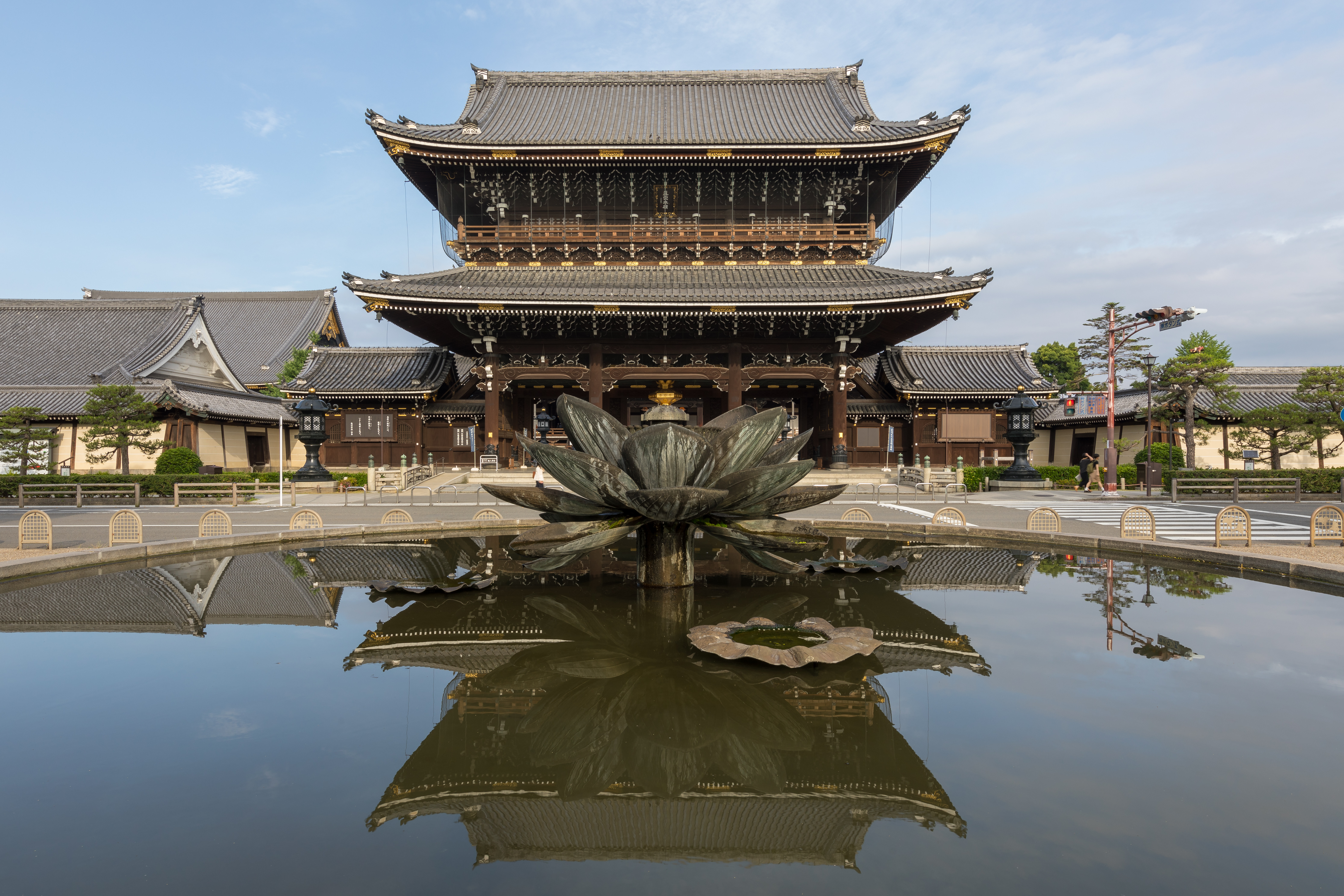
Porche d'entrée et Kaisan-dō du temple Higashi-Honganji, vu depuis l'extérieur avec une réflexion miroir dans l'eau d'une fontaine.

Higashi Hongan-ji est fondé en 1602 par le shogun Tokugawa Ieyasu quand il scinde la secte Shin en deux entités (Nishi Honganji étant l'autre) afin de diminuer son pouvoir.
Au cours du XXe siècle, il est troublé par des désaccords politiques, des scandales financiers et des conflits familiaux et en conséquence s'émiette en un certain nombre d'autres sous-divisions. Le plus grand regroupement du Higashi Hongan-ji, le Otani-ha (Shinshu Otaniha), compte environ 5,5 millions de membres selon les statistiques. Toutefois, dans ce climat d'instabilité, le Higashi Hongan-ji a également produit un nombre important de penseurs extrêmement influents tels que Soga Ryōjin, Kiyozawa Manshi, Kaneko Daiei et Haya Akegarasu entre autres.

## Shôsei-en (jardin)
Le Shôsei-en (渉成園), aussi connu sous le nom de "Kikoku-tei" (l'orangeraie) après la plantation de 3 orangers, est situé non loin de Higashi Hongan-ji et appartient au temple. Il est désigné "site national historique" depuis 1936.
A la fin du IXe siècle le Prince Minamoto no Tôru, fils de l'empereur Saga, fait construire un jardin, avec notamment un étang rustique. Par la suite, en 1641, le shogun Tokugawa Iemitsu, attribue un large terrain, comprenant le jardin d'origine, au temple Higashi Hongan-ji. En 1643, le poète et érudit Ishikawa Jōzan et chargé de la création du jardin actuel et l'architecte paysagiste Kobori Enshū en auraient inspiré l'agencement. En 1858 et 1864, le feu détruit le jardin, mais en 1865 et jusqu'au début de la période Meiji, les bâtiments, l'étang, de même que le mur de pierre ont été restaurés dans leur condition originale.